# Rattus mindorensis
Rattus mindorensis — один з видів гризунів роду пацюків (Rattus).

## Поширення
Цей вид є ендеміком Філіппін, де він відомий тільки з горбистих і лісових районів острова Міндоро. У Національного Парку гори Ігліт живе на висотах 700—800 м, а в інших лісових районах від 1000 м до 1500 м.

## Морфологічні особливості
Гризуни середнього розміру, завдовжки до 190 мм, хвіст — 163 мм, стопа — до 32,5 мм.

## Зовнішність
Хутро акуратне, гладке, блискуче. Верхні частини темно-сіро-коричнево-сірі, мають тенденцію до жовтуватого кольору по боках, а вентральні частини білуваті. Вуха короткі, без волосся. Задня частина ніг чорнувата, пальці ніг світліші. Хвіст коротший за голову і тіло, рівномірно чорний, мало покритий волоссям, вкритий 10 кільцями лусочок на сантиметр. Самиці мають 5 пар грудних сосків.

## Загрози та охорона
У минулому відбулася вирубка лісів, що негативно позначилася на цьому виді. Вид був записаний у Національного Парку Ігліт.